# Маунтин Вју (округ Контра Коста, Калифорнија)
Маунтин Вју (енгл. Mountain View, Contra Costa County) насељено је место без административног статуса у америчкој савезној држави Калифорнија.

## Демографија
По попису из 2010. године број становника је 2.372, што је 96 (-3,9%) становника мање него 2000. године.
| Група             | 2000.         | 2010.         |
| Белци             | 1.897 (76,9%) | 1.620 (68,3%) |
| Афроамериканци    | 51 (2,1%)     | 60 (2,5%)     |
| Азијати           | 55 (2,2%)     | 70 (3,0%)     |
| Хиспаноамериканци | 358 (14,5%)   | 524 (22,1%)   |
| Укупно            | 2.468         | 2.372         |